# Lee Hughes
Lee Hughes (* 22. Mai 1976 in Smethwick) ist ein ehemaliger englischer Fußballspieler.

## Sportlicher Werdegang
Hughes spielte in der Jugend bei West Bromwich Albion und ab 1991 bei den Kidderminster Harriers, wo er 1994 im Erwachsenenbereich debütierte. Mit dem Klub trat er in der Football Conference an und verpasste 1997 knapp den Aufstieg in die Football League. Dabei hatte er 34 Saisontore erzielt, so dass er höherklassig Interesse geweckt hatte und zurück zu West Bromwich Albion ging. Beim in der zweitklassigen First Division antretenden Klub etablierte er sich schnell als Stammspieler und avancierte in der Spielzeit 1998/99 zum besten Torschützen der Serie, als er sich mit 31 Saisontreffern zum Torschützenkönig krönte. In der Folge wurde er ins PFA Team of the Year gewählt. Da der Klub jedoch nur einen Mittelfeldplatz belegt hatte, entschieden sich die Verantwortlichen im Sommer während der laufenden Vorbereitung auf die Folgesaison zum Trainerwechsel. Unter dem kurzfristig eingestellten Brian Little rutschte der Klub in den Abstiegskampf, unter Gary Megson gelang jedoch der Klassenerhalt, zu dem Hughes trotz zeitweise verletzungsbedingtem Ausfall mit 13 Toren beitrug. Unter Megson erreichte er mit der Mannschaft in der Spielzeit 2000/01 die Play-off-Spiele zur Premier League. Beim 2:2-Remis gegen die Bolton Wanderers im Halbfinalhinspiel gehörte Hughes neben Jason Roberts zu den Torschützen, eine 0:3-Niederlage im Rückspiel bedeutete das Ausscheiden.
Hughes wechselte im Sommer 2001 zum Ligakonkurrenten Coventry City, der aus der Premier League abgestiegen war. Mit dem Klub stand er lange im Rennen um die Play-off-Plätze, nach sieben Spielen ohne Sieg am Saisonende rutschte er mit dem Klub auf den elften Platz ab. Zu Beginn der Zweitliga-Spielzeit 2002/03 stand er noch in vier Spielen auf dem Platz, ehe zurück zum mittlerweile in die Premier League aufgestiegenen West Bromwich Albion ging. In der höchsten Spielklasse blieb er ohne Torerfolg, der Klub stieg direkt wieder ab.   In der Spielzeit 2003/04 traf er wieder zweistellig, als Vizemeister hinter Norwich City gelang der direkte Wiederaufstieg. Im November 2003 verursachte er einen Autounfall mit Todesfolge und beging Fahrerflucht, im August 2004 wurde er zu einer sechsjährigen Haftstrafe verurteilt. Nach der Verurteilung löste der Klub direkt den Vertrag mit dem Spieler.
Nach Verbüßen der Hälfte der Haftstrafe wurde Hughes im August 2007 aus der Haft entlassen. Kurz darauf unterzeichnet er einen Vertrag beim Drittligisten Oldham Athletic. Seine erste Saison war von Verletzungen überschattet, in der folgenden Spielzeit erzielte er bis Ende März 18 Saisontore in 37 Ligaspielen und wechselte daraufhin bis Saisonende auf Leihbasis zum FC Blackpool in die zweitklassige Football League Championship. Hier konnte er sich jedoch nicht durchsetzen und der neue Oldham-Athletic-Trainer Dave Penney sprach sich gegen eine Verlängerung aus, so dass er zunächst ohne Verein war. Ende Juli 2009 schloss er eine Vereinbarung mit Notts County aus der Football League Two. Mit 30 Toren war er entscheidend am Drittligaaufstieg der Mannschaft um Kasper Schmeichel und Ben Davies beteiligt, dies wurde auch durch die Aufnahme ins PFA Team of the Year honoriert. In den folgenden beiden Spielzeiten traf er jeweils zweistellig, ehe er unter dem im Sommer 2012 neu verpflichteten Trainer Keith Curle ins zweite Glied rückte. Dabei war er zeitweise wegen sexueller Belästigung erneut gerichtlich verfolgt worden.
Im Januar 2013 wechselte Hughes zu Port Vale, wo er nach einer guten Halbserie auch hier zum Ergänzungsspieler mutierte. Anschließend wechselte er zurück in den Non-League football, wo er bei den Forest Green Rovers, erneut den Kidderminster Harriers, Worcester City, AFC Telford United, Mickleover Sports, Grantham Town, Nuneaton Borough, Cradley Town und Stourport Swifts spielte.